# Charlton Athletic Football Club 2017-2018
Questa voce raccoglie le informazioni riguardanti il Charlton Athletic Football Club nelle competizioni ufficiali della stagione 2017-2018.

## Rosa
| N. |                             | Ruolo | Calciatore      |
| -- | --------------------------- | ----- | --------------- |
| 1  | Inghilterra (bandiera)      | P     | Ben Amos        |
| 2  | Inghilterra (bandiera)      | D     | Lewis Page      |
| 3  | Algeria (bandiera)          | C     | Ahmed Kashi     |
| 4  | Inghilterra (bandiera)      | C     | Johnnie Jackson |
| 5  | Germania (bandiera)         | D     | Patrick Bauer   |
| 6  | Inghilterra (bandiera)      | D     | Jason Pearce    |
| 7  | Giamaica (bandiera)         | A     | Mark Marshall   |
| 8  | Inghilterra (bandiera)      | A     | Nicky Ajose     |
| 9  | Irlanda del Nord (bandiera) | A     | Josh Magennis   |
| 10 | Irlanda (bandiera)          | A     | Billy Clarke    |
| 11 | Sierra Leone (bandiera)     | C     | Sullay Kaikai   |
| 12 | Irlanda del Nord (bandiera) | C     | Ben Reeves      |

| N. |                             | Ruolo | Calciatore          |
| -- | --------------------------- | ----- | ------------------- |
| 13 | Inghilterra (bandiera)      | P     | Dillon Phillips     |
| 14 | Ghana (bandiera)            | C     | Tariqe Fosu         |
| 15 | Inghilterra (bandiera)      | D     | Ezri Konsa          |
| 17 | Nigeria (bandiera)          | C     | Joe Aribo           |
| 19 | Inghilterra (bandiera)      | C     | Jake Forster-Caskey |
| 20 | Inghilterra (bandiera)      | D     | Chris Solly         |
| 22 | Inghilterra (bandiera)      | D     | Jay Dasilva         |
| 23 | Francia (bandiera)          | D     | Naby Sarr           |
| 26 | Inghilterra (bandiera)      | D     | Harry Lennon        |
| 27 | Polonia (bandiera)          | A     | Michał Żyro         |
| 30 | Irlanda del Nord (bandiera) | A     | Mikhail Kennedy     |
| 34 | Paesi Bassi (bandiera)      | C     | Anfernee Dijksteel  |